# Armin Gigović
Armin Gigović (* 6. dubna 2002) je bosenský profesionální fotbalista, který hraje na pozici záložníka za švýcarský klub BSC Young Boys. Narodil se ve Švédsku, ale hraje za národní tým Bosny a Hercegoviny.

## Klubová kariéra

### Počátky kariéry
Gigović začal hrát fotbal v Landskrona BoIS, než se v roce 2017 připojil k mládežnickému týmu Helsingborgs IF. Svůj profesionální debut si odbyl 15. července 2019 ve věku 17 let proti IK Sirius. Dne 6. července 2020 vstřelil svůj první profesionální gól proti Djurgårdens IF.

### Rostov
V říjnu 2020 podepsal Gigović pětiletou smlouvu s ruským klubem FK Rostov. Za tým debutoval 25. října proti FK Chimki. Dne 17. března 2021 vstřelil svůj první gól za Rostov při triumfu nad Rotorem Volgograd.
V březnu 2022 byl Gigović zapůjčen do svého bývalého klubu Helsingborgs IF do konce sezóny.
V srpnu 2022 byl poslán na půlroční hostování do dánského klubu Odense BK.
V lednu 2023 byl na zbytek sezóny zapůjčen do Midtjyllandu. V červnu mu bylo hostování prodlouženo o další sezónu.

### Holstein Kiel
V červenci 2024 přestoupil Gigović za nezveřejněnou částku do německého týmu Holstein Kiel. Svůj soutěžní debut za tým si odbyl 31. srpna proti VfL Wolfsburg. 14. září vstřelil svůj první gól za Kiel proti Bayernu Mnichov.

### Young Boys
V srpnu 2025 se Gigović přesunul do švýcarského klubu Young Boys, kde podepsal smlouvu do června 2029.

## Reprezentační kariéra
Poté, co reprezentoval Švédsko na všech mládežnických úrovních a pod vedením trenéra Daniela Bäckströma byl kapitánem týmu do 21 let, Gigović debutoval v seniorské reprezentaci 12. ledna 2023 v přátelském zápase proti Islandu. V dubnu 2024 se však rozhodl, že v budoucnu bude hrát za Bosnu a Hercegovinu.
V květnu 2024 FIFA schválila jeho žádost o změnu sportovního občanství ze švédského na bosenské. Později téhož měsíce obdržel své první povolání do bosenské seniorské reprezentace na přátelské zápasy proti Anglii a Itálii. Debutoval proti prvnímu jmenovanému 3. června.
Dne 21. března 2025 v kvalifikačním zápase na Mistrovství světa ve fotbale 2026 proti Rumunsku Gigović vstřelil svůj první gól za reprezentaci, čímž zajistil vítězství svého týmu.

## Osobní život
Gigovićův mladší bratr Ervin je také profesionální fotbalista.

## Statistiky

### Klubové
Platí k zápasu hranému 2. srpna 2025.
| Klub                        | Sezóna            | Liga                   | Liga   | Liga | Národní pohár | Národní pohár | Kontinentální | Kontinentální | Ostatní | Ostatní | Celkově | Celkově |
| Klub                        | Sezóna            | Soutěž                 | Zápasy | Góly | Zápasy        | Góly          | Zápasy        | Góly          | Zápasy  | Góly    | Zápasy  | Góly    |
| --------------------------- | ----------------- | ---------------------- | ------ | ---- | ------------- | ------------- | ------------- | ------------- | ------- | ------- | ------- | ------- |
| Helsingborgs IF             | 2019              | Allsvenskan            | 14     | 0    | 0             | 0             | –             | –             | –       | –       | 14      | 0       |
| Helsingborgs IF             | 2020              | Allsvenskan            | 20     | 1    | 1             | 0             | –             | –             | –       | –       | 21      | 1       |
| Helsingborgs IF             | Celkově           | Celkově                | 34     | 0    | 1             | 0             | –             | –             | –       | –       | 35      | 0       |
| Rostov                      | 2020/21           | Ruská Premier Liga     | 17     | 1    | 0             | 0             | –             | –             | –       | –       | 17      | 1       |
| Rostov                      | 2021/22           | Ruská Premier Liga     | 13     | 0    | 0             | 0             | –             | –             | –       | –       | 13      | 0       |
| Rostov                      | Celkově           | Celkově                | 30     | 0    | 0             | 0             | –             | –             | –       | –       | 30      | 0       |
| Helsingborgs IF (hostování) | 2022              | Allsvenskan            | 16     | 2    | 0             | 0             | –             | –             | –       | –       | 16      | 2       |
| Odense BK (hostování)       | 2022/23           | Superligaen            | 9      | 1    | 1             | 0             | –             | –             | –       | –       | 10      | 1       |
| Midtjylland (hostování)     | 2022/23           | Superligaen            | 15     | 0    | –             | –             | 2             | 0             | 1       | 0       | 18      | 0       |
| Midtjylland (hostování)     | 2023/24           | Superligaen            | 27     | 0    | 2             | 0             | 6             | 1             | –       | –       | 35      | 1       |
| Midtjylland (hostování)     | Celkově           | Celkově                | 42     | 0    | 2             | 0             | 8             | 1             | 1       | 0       | 53      | 1       |
| Holstein Kiel               | 2024/25           | Bundesliga             | 31     | 5    | 1             | 0             | –             | –             | –       | –       | 32      | 5       |
| Holstein Kiel               | 2025/26           | 2. Bundesliga          | 1      | 1    | 0             | 0             | –             | –             | –       | –       | 1       | 1       |
| Holstein Kiel               | Celkově           | Celkově                | 32     | 6    | 1             | 0             | –             | –             | –       | –       | 33      | 6       |
| Young Boys                  | 2025/26           | Švýcarská Super League | 0      | 0    | 0             | 0             | 0             | 0             | –       | –       | 0       | 0       |
| Celkově v kariéře           | Celkově v kariéře | Celkově v kariéře      | 163    | 11   | 5             | 0             | 8             | 1             | 1       | 0       | 177     | 12      |

### Reprezentační
Platí k zápasu hranému 10. června 2025.
| Národní tým         | Rok               | Zápasy | Góly |
| ------------------- | ----------------- | ------ | ---- |
| Švédsko             | 2023              | 1      | 0    |
| Švédsko             | 2024              | 1      | 0    |
| Švédsko             | Celkově           | 2      | 0    |
| Bosna a Hercegovina | 2024              | 8      | 0    |
| Bosna a Hercegovina | 2025              | 4      | 1    |
| Bosna a Hercegovina | Celkově           | 12     | 1    |
| Celkově v kariéře   | Celkově v kariéře | 14     | 1    |

#### Reprezentační góly
Skóre a výsledky Bosny a Hercegoviny jsou vždy zapsány jako první. Góly Armina Gigoviće jsou zvýrazněny.
| Gól | Datum           | Místo                               | Zápas | Soupeř   | Skóre | Výsledek | Soutěž                                           |
| --- | --------------- | ----------------------------------- | ----- | -------- | ----- | -------- | ------------------------------------------------ |
| 1.  | 21. března 2025 | Národní stadion, Bukurešť, Rumunsko | 9.    | Rumunsko | 1:0   | 1:0      | Kvalifikace na Mistrovství světa ve fotbale 2026 |

## Úspěchy
Midtjylland
- Superligaen: 2023/24